# Scena zbrodni
Scena zbrodni (ang. The Act of Killing, indonez. Jagal, dosł. „rzeźnik”) – film dokumentalny z 2012 roku w reżyserii Joshuy Oppenheimera, współreżyserowany przez Christine Cynn i anonimowego Indonezyjczyka. Film był duńsko-norwesko-brytyjską koprodukcją. Producentami wykonawczymi byli Werner Herzog, Errol Morris, Joram ten Brink i Andre Signer. 
Film opowiada o masakrze ludności dokonanej w latach 1965–1966 w Indonezji w trakcie antykomunistycznej czystki, z perspektywy jej sprawców. Scena zbrodni została nagrodzona m.in. Europejską Nagrodą Filmową i Nagrodą BAFTA za najlepszy film dokumentalny. Była również nominowana do Oscara za najlepszy pełnometrażowy film dokumentalny.

## Kontekst historyczny
Film opowiada o antykomunistycznej czystce w Indonezji w latach 1965–1966, w trakcie której zamordowanych zostało przeszło 500 tys. ludzi. Na skutek nieudanego zamachu stanu doszło do zmiany władzy – obalony został prezydent Indonezji Sukarno, a jego miejsce zajął generał Suharto. Winą za wszczęcie puczu obarczono Indonezyjską Partię Komunistyczną (PKI), co stało się pretekstem dla masowych morderstw jej członków i zwolenników. Obiektem prześladowań byli także przedstawiciele mniejszości chińskiej w Indonezji, intelektualiści i członkowie związków zawodowych – każdy mógł zostać oskarżony o bycie „komunistą”. Ze względu na zimną wojnę likwidacja „komunistów” spotkała się z aprobatą państw zachodnich.
W wielu regionach Indonezji armia rekrutowała cywili, którzy mieli przeprowadzać egzekucje. Organizowano paramilitarne grupy, zapewniając im podstawowe szkolenie i wojskowe wsparcie. Znaczną część członków tych paramilitarnych grup stanowili gangsterzy. Drobni przestępcy, parający się wymuszeniami i nielegalną dystrybucja biletów do kina, zostali przywódcami szwadronów śmierci. Pośród nich byli główni bohaterowie filmu Anwar Congo i Ali Zulkadry. Ten pierwszy jest osobiście odpowiedzialny za około 1000 morderstw, w większości dokonanych przez uduszenie drutem.
Od czasu masakry rząd Indonezji oficjalnie uznaje eksterminację komunistów za patriotyczną walkę, a gangsterzy i paramilitarne grupy, którzy brali w nich udział, ogłoszeni zostali bohaterami. Do tej pory cieszą się przywilejami i władzą. Anwar Congo uważany jest za jednego z ojców założycieli prawicowej, paramilitarnej organizacji Pemuda Pancasila, która wyłoniła się ze szwadronów śmierci. Pemuda Pancasila ma ogromny wpływ na polityczny kształt Indonezji – należą do niej m.in. członkowie rządu. Władza w Indonezji ma swoje podstawy w zbrodniach, za które nikt nigdy nie został ukarany.

## Fabuła
Anwar i jego towarzysze na prośbę Oppenheimera chętnie opowiadają o popełnionych morderstwach i odgrywają je przed kamerami. Aby lepiej zrozumieć motywy sprawców i ich stosunek do własnych zbrodni, Oppenheimer proponuje im, aby nakręcili film, który – ich zdaniem – będzie adekwatną reprezentacją tamtych zdarzeń. Scena zbrodni dokumentuje proces powstawania tego quasi-filmu.
Bohaterowie dokumentu stylizują poszczególne sceny, tak aby przypominały ich ulubione gatunki filmowe: westerny, musicale, filmy gangsterskie. Oppenheimer pokazuje różne etapy produkcji filmu – począwszy od wstępnych konceptualizacji, poprzez tworzenie fantazyjnych kostiumów i dekoracji, aż po quasi-reżyserskie dyskusje byłych zbrodniarzy, odnośnie do tego, co i w jaki sposób powinno być przedstawione. Z czasem obok odgrywanych zbrodni zaczynają dominować inscenizacje koszmarów i fantazji Anwara.
Część z bohaterów zdaje sobie sprawę, że zbrodnie, które popełnili, były złe, ale jednocześnie martwią się o konsekwencje, jakie może mieć dla nich ujawnienie tego faktu opinii publicznej. Będzie to zaprzeczeniem wieloletniej propagandy, według której to komuniści byli okrutnymi mordercami, a nie na odwrót. Inni członkowie Pemuda Pacasila uważają, że przechwalając się okrucieństwem i brutalnością, utwierdzą swoją władzę, która w dużej mierze oparta jest na sile i wzbudzaniu strachu.
Nagrywając film, Anwar, wcielał się nie tylko w rolę oprawcy, ale również grał ofiary. To ćwiczenie empatii jest dla niego wstrząsem. Wydaje mu się, że rozumie, co czuli ludzie, których torturował i zabijał. Oppenheimer zwraca mu uwagę, że strach i niepokój, który odczuwa, grając, są niczym w porównaniu do uczuć ofiar, które wiedziały, że zginą. Zaczyna myśleć o swojej winie, chciałby uciec od przeszłości i wspomnień. W groteskowej wizji wyobraża sobie, że gdy umrze, ludzie których zabił, będą mu dziękować za to, że wysłał ich do nieba.

## Produkcja

### GenezaSceny zbrodni
W 2001 Oppenheimer i Cynn, pracując nad innym filmem – The Globalisation Tapes – zainteresowali się ze sprawą indonezyjskich masakr. Początkowo próbowali rozmawiać z ocalałymi ofiarami pogromów i z ich rodzinami. Jednak, gdy lokalne władze się o tym dowiedziały, zabroniły im dalszego filmowania i utrudniały kontakt z ocalałymi ofiarami. W tej sytuacji reżyser spróbował porozmawiać z byłymi oprawcami. Ku jego zaskoczeniu dawni egzekutorzy chętnie i ze szczegółami opowiadali o swojej roli w mordach. Film Scena zbrodni powstał, aby wyjaśnić mechanizm, który pozwala liderom lokalnych społeczności chełpić się opowieściami o swoich dawnych zbrodniach.
W 2005 rozmowy z kolejnymi członkami brygad śmierci doprowadziły reżysera do Anwara Congo. Większość z przeszło 1.000 godzin materiału została nakręcona między 2005 a 2011 rokiem w Medan, stolicy Indonezyjskiej prowincji Sumatra Północna. Indonezyjska część ekipy, ze względu na swoje bezpieczeństwo, pozostaje anonimowa.

### Zastosowana metoda
Oppenheimer posługuje się w Scenie zbrodni szczególną, samodzielnie wypracowaną techniką. Bohaterowie filmu inscenizowali swoje zbrodnie. Następnie reżyser pokazywał im zarejestrowany materiał. Anwar Congo, oglądając swoją rekonstrukcję, stwierdza, że jest z nią coś nie tak. Nie przeszkadza mu moralna okropność czynów, w których uczestniczył, ale sposób ich przedstawienia. Oppenheimer uważa, że Congo, oglądając nagranie, odczuwa zło, którego się dopuścił, ale nie może się do tego przyznać przed sobą samym. Wie, że coś jest źle, ale zrzuca winę na swój niewłaściwy strój i wesołe zachowanie. W dalszych inscenizacjach, chcąc właściwie pokazać to, co zaszło, posługuje się stylizacją na filmy, których jest fanem.
Popkultura odgrywa niezwykłą rolę w filmie Oppenheimera. Gangsterzy, z których rekrutowali się członkowie brygad śmierci na Sumatrze, byli paserami sprzedającymi bilety do kina. Kochali zachodnie kino i czerpali z niego wzorce zachowań. Anwar opracował metodę egzekucji przez uduszenie drutem, inspirując się filmami gangsterskimi. Naśladował także ich styl życia – elegancki ubiór i swobodę. Po latach, odtwarzając swoje zbrodnie, łudzi się naiwnym przeświadczeniem, że odpowiednio dramatyzując swoje inscenizacje, nadając im właściwy „styl”, sprawi, że będą ciekawe i przyjemne dla widza, a jego ukażą jako bohatera, za którego się uważa. Dzieje się jednak coś odwrotnego – nadanie zbrodni popkulturowej otoczki, ze względu na swoją nieadekwatność, jedynie uwypukla ich okropieństwo.
Scena zbrodni w większym stopniu niż faktów historycznych dotyczy mechanizmów kształtowania historii i sprawowania władzy. Zbrodnie popełnione przez Anwara i jego towarzyszy są legitymizowane przez wpisanie ich w większą, historyczną narrację. Nie muszą się wstydzić swoich zbrodni, gdyż są one traktowane jako patriotyczny heroizm. Gdy odtwarzają tę historię, wchodzą w konflikt z ideologią, która ich usprawiedliwia, gdyż ujawnia się zbrodniczą niesprawiedliwość, na której ta ideologia jest zbudowana. W filmie wyrazem tych sprzecznych tendencji są inscenizacje sennych koszmarów dręczących Anwara Congo. Wraz z rozwojem filmu fikcyjne elementy stopniowo wypierają historyczne wydarzenia, a całość robi się coraz bardziej surrealistyczna i dziwaczna. W pewnym sensie trafiamy „do głowy” Anwara Congo, gdyż to jego wyobraźnia kształtuje obrazy, które oglądamy. Ogromnej betonowej ryby, tancerek i transseksualnych przebieranek nie byłoby w filmie, gdyby Congo mógł inaczej przekazać to, co czuje. Obraz pozwala uchwycić to, czego nie mogą wyrazić słowa. Anwar nie może przyjąć do wiadomości winy, którą odczuwa. Ten wewnętrzny konflikt unaocznia się w niezrozumiałych wizjach pełnych groteski i kiczu.

## Recepcja filmu
Scena zbrodni została
pozytywnie przyjęta przez krytykę na całym świecie. Film Oppenheimera wygrał liczne nagrody m.in. Nagrodę BAFTA i Europejską Nagrodę Filmową. Był także nominowany do Oscara za najlepszy film dokumentalny.
Soe Tjen Marching, indonezyjska pisarka i badaczka, analizowała film w odniesieniu do pojęcia banalności zła. Termin ten użyty został przez Hannah Arendt, w celu wyjaśnienia zbrodni Adolfa Eichmanna. W świetle tej koncepcji Anwar byłby zwykłym człowiekiem, który postępował zgodnie z tym, co uważał za słuszne, nieświadom zła, które czyni. Ciężko sobie wyobrazić, że nie wiedział, co robi, i zaakceptować fakt, że jest takim samym człowiekiem jak my. Marching sugeruje, że być może Congo zaczął symulować wyrzuty sumienia, gdy zorientował
się w intencjach reżysera. Kwestia ta pozostaje nierozstrzygnięta.
Film spowodował także oddźwięk polityczny. W Chinach wiedza na temat pogromów ludności chińskiej w Indonezji w latach 1965–1966 była niewielka. Film wywołał protesty i żądania oficjalnych przeprosin od władz Indonezji.

## Obsada
- Anwar Congo
- Herman Koto
- Syamsul Arifin
- Ibrahim Sinik
- Yapto Soerjosoemarno
- Safit Pardede
- Jusuf Kalla
- Adi Zulkadry

i inni.

## Nagrody
- Grand Prix Dolnego Śląska – Planete+ Doc Film Festival Warsaw 2013[7]